# Syncarpha mucronata
Syncarpha mucronata là một loài thực vật có hoa trong họ Cúc. Loài này được (P.J.Bergius) B.Nord. mô tả khoa học đầu tiên năm 2003.